# Monte Cleveland (Alasca)
O Monte Cleveland é um estratovulcão localizado na ilha Chuginadak, parte das Ilhas Aleutas, no estado do Alasca, Estados Unidos. Com uma altitude de aproximadamente 1.730 metros, é um dos vulcões mais ativos do arquipélago e representa uma ameaça potencial à navegação aérea sobre o norte do Pacífico.

## Geografia
O Monte Cleveland está situado na ilha Chuginadak, nas Ilhas dos Quatro Vulcões, um subgrupo central das Ilhas Aleutas. A ilha é desabitada e de difícil acesso, cercada por falésias íngremes e condições climáticas frequentemente adversas.
- Localização: Arquipélago das Aleutas, Alasca
- Coordenadas: 52°49′N 169°57′W
- Altitude: ~1.730 metros

## Geologia
O Monte Cleveland é um estratovulcão composto por camadas alternadas de lava, cinzas vulcânicas e materiais piroclásticos. Está situado ao longo do Anel de Fogo do Pacífico, uma região de alta atividade tectônica e vulcânica.
- Tipo de vulcão: Estratovulcão
- Composição predominante: Andesito e basalto
- Mecanismo geológico: Subducção da Placa do Pacífico sob a Placa Norte-Americana

## Atividade vulcânica
O Monte Cleveland apresenta erupções documentadas desde o início do século XX, com episódios frequentes nas últimas décadas. Suas erupções costumam ser de intensidade moderada, com emissão de cinzas, gases e, ocasionalmente, fluxos de lava.

### Erupções notáveis
- 2001: Erupção com pluma de cinzas atingindo 12 km de altitude, causando impacto nas rotas aéreas transpacíficas.
- 2011–2017: Série de pequenas erupções intermitentes com crescimento de cúpula de lava.
- 2023: Episódios de atividade detectados por satélites, com erupções de baixa magnitude e emissões de cinzas.

## Monitoramento
O Monte Cleveland é monitorado pelo Observatório Vulcânico do Alasca (AVO), que utiliza imagens de satélite, sensores térmicos e, ocasionalmente, dados sísmicos limitados devido ao isolamento da ilha.
- Órgão responsável: AVO / USGS
- Sistema de alerta: Códigos de cor que variam de Verde (normal) a Vermelho (atividade eruptiva significativa)

## Importância e riscos
Apesar de sua localização remota, o Monte Cleveland representa um risco significativo à aviação, pois muitas rotas aéreas cruzam a região do Alasca. Plumas de cinzas podem danificar motores de aeronaves e afetar a visibilidade.

## Nome
O vulcão foi nomeado em homenagem a Grover Cleveland, presidente dos Estados Unidos entre 1885–1889 e 1893–1897.